# Sinan Özkan
Sinan Özkan (* 22. März 1988 in Saint-Étienne) ist ein französisch-türkischer Fußballspieler.

## Karriere

### Verein
Özkan kam als Sohn türkischer Gastarbeiter in Saint-Étienne zur Welt. Hier begann er mit zwölf Jahren in der Jugend vom AS Saint-Étienne mit dem Vereinsfußball. Von AS Saint-Étienne aus wechselte er 2005 zum damaligen türkischen Zweitligisten Türk Telekomspor. Hier erhielt er einen Profivertrag und spielte auf Anhieb in 17 Ligapartien für das Profiteam.
Zur neuen Spielzeit wechselte er zum Erstligisten Manisaspor. Hier spielte er bis zur Winterpause lediglich einmal in einem Liga- und einmal in einem Pokalspiel. Für die Rückrunde der Saison 2006/07 wurde er zum Zweitligisten Samsunspor ausgeliehen.
Im Sommer 2007 kehrte er zu Manisaspor zurück und kam hier sporadisch zu Einsätzen. Die Spielzeit 2008/09 verbrachte er als Leihgabe beim Zweitligisten Giresunspor. Zum Sommer nächste wechselte er dann samt Ablöse zu Giresunspor. Hier blieb er dann ohne ein Spiel absolviert zu haben bis zur Winterpause.
So wechselte er zur Winterpause zum Drittligisten Fethiyespor. Bis zum Saisonende absolvierte er hier neun Ligapartien. Zur Saison 2010/11 wechselte er innerhalb der Liga zu Tokatspor. Hier überzeugte er von Anfang an und erzielte in 32 Ligaspielen neun Treffer.
Zur Saison 2011/12 wechselte er dann zum TFF-1. Lig-Aufsteiger Elazığspor. Hier etablierte er sich sofort als Leistungsträger seines Teams und war der Spieler mit den meisten Treffern. Am vorletzten Spieltag schaffte man den sicheren Aufstieg in die Süper Lig.
Nach diesem Erfolg mit Elazığspor wurde blieb er auch für die nächste Saison im Kader und absolvierte am ersten Spieltag eine Erstligapartie. Kurz vor dem Ablaufen der Sommertransferperiode wurde ihm vom Trainerstab mitgeteilt, dass man mit ihm in der Süper Lig plane und legte ihm einen Wechsel nahe. Özkan willigte ein und wechselte kurze Zeit später zum Zweitligisten Torku Konyaspor. Konyaspor verließ er bereits zur Winterpause und ging zum Ligakonkurrenten Adana Demirspor.
Im Sommer 2013 heuerte Özkan bei Gaziantep Büyükşehir Belediyespor an. Zur Saison 2014/15 wechselte er zum neuen Zweitligisten Alanyaspor. Die Saison 2015/16 beendete er mit diesem Verein als Play-off-Sieger der TFF 1. Lig und stieg mit ihm in die Süper Lig auf.
In der Sommertransferperiode 2016/17 wechselte er zum Zweitligisten Yeni Malatyaspor und eine halbe Saison weiter zu Göztepe Izmir. Auch mit letzterem erreichte er den Play-off-Sieg der TFF 1. Lig und damit den Aufstieg in die Süper Lig. Nach diesem Erfolg wurde sein Vertrag nach gegenseitigem Einvernehmen vorzeitig aufgelöst.
Für die Saison 2017/18 wurde er vom Zweitligisten Giresunspor und eine Saison später von Afjet Afyonspor verpflichtet.

### Nationalmannschaft
Sinan Özkan spielte 2006 fünfmal für die türkischen U-21 Jugendnationalmannschaft.

## Erfolge
Mit Elazığspor
- Vizemeister der TFF 1. Lig und Aufstieg in die Süper Lig: 2011/12

Mit Alanyaspor
- Play-off-Sieger der TFF 1. Lig und Aufstieg in die Süper Lig: 2015/16

Mit Göztepe Izmir
- Play-off-Sieger der TFF 1. Lig und Aufstieg in die Süper Lig: 2016/17